# Севастьян Дмитриев
Севастьян Дмитриев (уп. 1629—1676) — русский иконописец-знаменщик Оружейной палаты.

## Биография
Родился и жил в Сретенской сотне в Воскресенском приходе Ярославля.
В 1640 году расписывал ярославскую церковь Николы Надеина в составе артели Любима Агеева. Возможно, в 1641 году был одним из товарищей Любима Агеева, расписавших Успенский собор Кирилло-Белозерского монастыря. В 1650 году с ярославцем Иваном Тимофеевым и товарищами расписывал паперти этого собора. Неоднократно работал в Москве: в 1642—1643 годах писал стенопись в Успенском соборе; в 1652, 1657, 1660, 1666 годах — в Архангельском соборе. В 1659 году вместе с Иосифом Владимировым и пятью другими ярославцами участвовал в стенописных работах в Успенском соборе Ростова.
С 1661 года получил звание иконописца первой статьи. С 9 по 16 июня 1661 года был «у государева дворцового успенского и у черниговских иконописного починочного дела». В 1665 году писал знамёна и расписывал травами царский стол в Золотой палате. В 1668 году работал в церкви Григория Неокессарийского на Большой Полянке. В 1670 и 1671 годах расписывал стены Успенского собора Ростова. Работал также в Суздале, Владимире и Звенигороде.
С января 1668 года с товарищами писал иконы для Антиохийского патриарха Макария: «Рождество Богородицы», «Пётр и Павел», «Никола, с житием», «Архангел Михаил, с чудесами». Ярославские иконописцы, среди которых был и он, по заказу царя написали в 1670 году три иконы: «Страшный суд», «Сошествие Святого Духа, полное» и «Неделя св. Отец»; в 1671 году семь икон: «Образ Пречистые Богородицы Казанские в чудесах, как явилась в Казани и в Московское разорение», «Воскресение Христово», «Фомино уверение 3. Образ святых жен мироносиц», «Преполовение», «О самаряныни», «Вознесение Христово», «Образ Живоначальные Троицы».
В 1672 году скрывался от письма в селе Коломенском. В 1674 году был вызван для работы в Москву, несмотря на то, что за год до этого просил об отставке по старости. По его словам «скитаюсь на Москве меж двор, а писать икон не вижу», в связи с чем просил отпустить его домой. В 1676 году вызывался в Москву для «скорых государевых верховых дел».
Отец иконописца-знаменщика Лаврентия (Родиона) по прозванию Башка (род. 1651), дед иконописца и земского подьячего Ивана (род. 1678). По некоторым данным, в 1680-е годы Лаврентий Севастьянов написал две местные сохранившиеся иконы: «Троица» и «Николай Чудотворец в деянии» для ярославской Фёдоровской церкви. В 1693 году Лаврентий Севастьянов возглавил артель по росписи ярославской церкви Спаса на Городу.